# Pere Tarrés Claret
Blahoslavený Pere Tarrés Claret (30. května 1905, Manresa – 31. srpna 1950, Barcelona) byl španělský římskokatolický duchovní a lékař. Katolická církev jej uctívá jako blahoslaveného. Jeho liturgická památka připadá na výroční den jeho úmrtí, 31. srpen.

## Život
Pocházel z velmi zbožné rodiny, pokřtěn byl jménem Pere (Petr). Chtěl se stát lékařem a od roku 1921 studoval v Barceloně na škole, zřízené jezuitským řádem a následně na lékařské fakultě. Rovněž se angažoval v Katolické akci. V roce 1935 se stal sekretářem diecézní a později arcidiecézní komise tohoto hnutí. Roku 1928 úspěšně dokončil medicínská studia a začal svou lékařskou praxi. V roce 1938 byl v rámci španělské občanské války mobilizován a až do konce války působil jako frontový lékař. V této době zatoužil po kněžství a ve volných chvílích se věnoval samostudiu latiny a filosofie. Po návratu z fronty požádal o přijetí do kněžského semináře.
Na kněze byl vysvěcen 30. května 1942 v Barceloně. Začal působit v duchovní správě a zároveň v Salamance dále studoval. V roce 1944 tato studia završil licenciátem teologie. V kněžském působení se zvláště zaměřil na nemocné, ke kterým měl jako lékař velmi blízko. Inicioval založení nemocnice, specializované na léčbu tuberkulózy. V roce 1950 mu byl diagnostikován zhoubný nádor. Obtíže a bolesti, spojené s nemocí, trpělivě snášel. Zemřel v pověsti svatosti.

## Beatifikace
Beatifikován byl v roce 2004 papežem sv. Janem Pavlem II.

## Odkazy

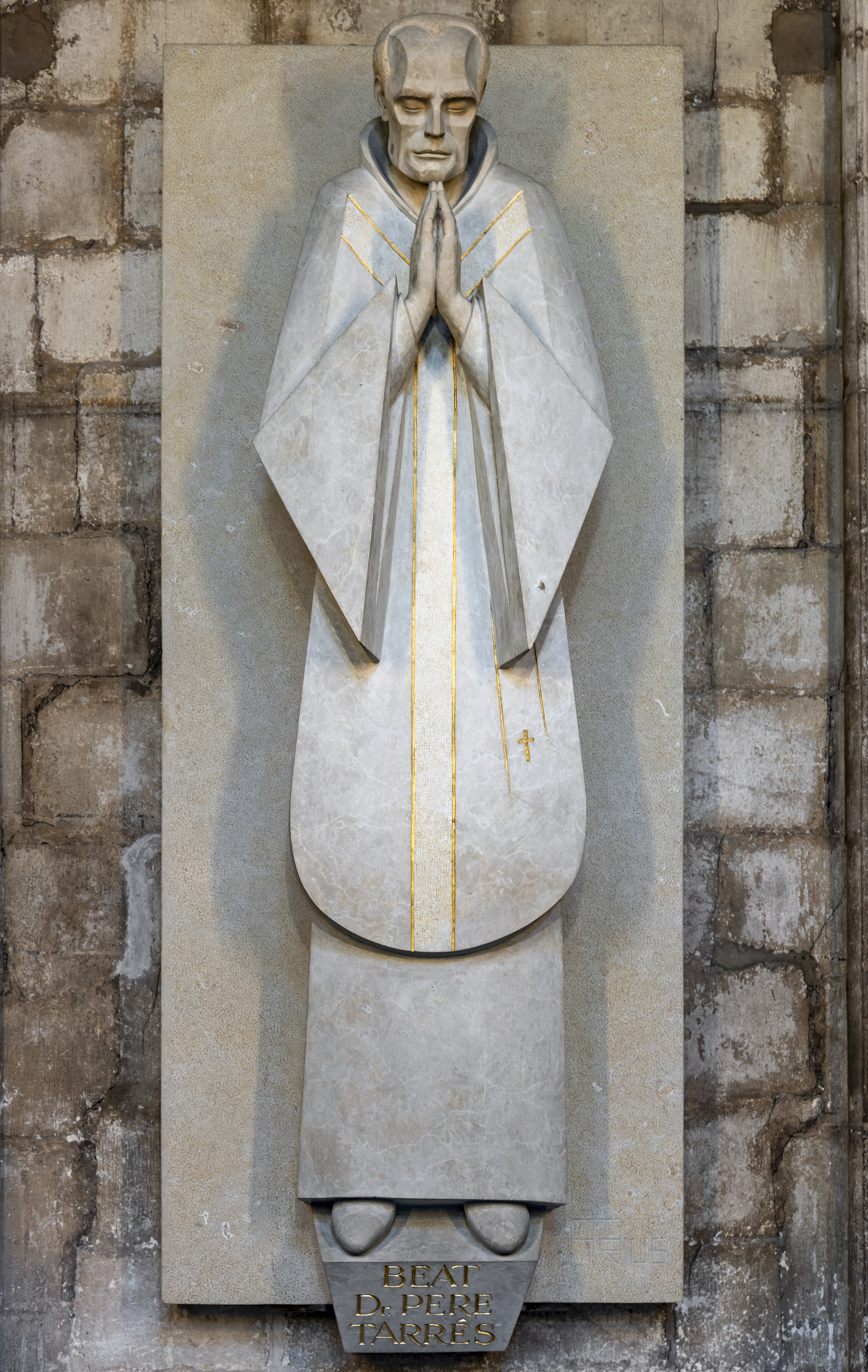
Relief v katedrále v Barceloně